# Distretto di Vilanculos
Il distretto di Vilanculos è un distretto del Mozambico, facente parte della Provincia di Inhambane.

## Suddivisioni amministrative
Il distretto è suddiviso in due sottodistretti amministrativi (posti amministrativi):
- Vilankulo
- Mapinhane